# مكاك مسود
مكاك مسود (الاسم العلمي: Macaca nigrescens) (بالإنجليزية: Gorontalo macaque)‏ هو نوع من الحيوانات يتبع جنس السعدان المكاك من فصيلة سعادين العالم القديم.